# Podmilesy (přírodní památka)
Podmilesy jsou přírodní památka Krušných horách. Nachází se v údolí Podmileského potoka asi jeden kilometr východně od Domašína v okrese Chomutov. Důvodem vyhlášení přírodní památky je ochrana vlhkomilných vysokobylinných lemových společenstev a smíšených jasanovo-olšových lužních lesů s populací prstnatce bezového a koniklece lučního českého. Chráněné území je v péči Krajského úřadu Ústeckého kraje.

## Historie
Okolní krajina byla osídlena a využívána od středověku, kdy na svazích údolí Podmileského potoka severně od chráněného území vznikla vesnice Podmilesy připomínaná poprvé v roce 1431. Existovala až do druhé poloviny dvacátého století, kdy byla po druhé světové válce vysídlena většina původních obyvatel. Vesnice úředně zanikla v roce 1967. Hospodářské a sociální změny na venkově poté vedly k negativním změnám obhospodařované krajiny. Na nich se podílelo zejména scelování pozemků a odstraňování mezí nebo meliorace podmáčených luk. Bukové lesy zanikly už dříve a byly nahrazeny jehličnatými monokulturami. Původní charakter mají pouze lužní lesy, které vyrostly bez lesnických zásahů na nelesních pozemcích.
Přírodní památku vyhlásil Krajský úřad Ústeckého kraje dne 1. listopadu 2013. V Ústředním seznamu ochrany přírody je evidována pod číslem 5896. Území je součástí rozsáhlejší evropsky významné lokality Podmilesy vyhlášené nářízením vlády ze dne 15. dubna 2005 s rozlohou 237,56 hektarů. Přírodní památka se nachází přibližně ve středu evropsky významné lokality, která pokračuje údolím Podmileského potoka dále k severozápadu a k jihu.

## Přírodní poměry
Chráněné území s rozlohou 51,6615 hektarů se nachází v Krušných horách v nadmořské výšce 482–598 metrů a zasahuje do katastrálních území Domašín u Klášterce nad Ohří a Louchov. Území je součástí honitby Vernéřov, ale činnost myslivců nemá na kvalitu biotopu vliv. Významněji se projevuje extenzivní pastva dobytka, která pomáhá udržovat stav travních společenstev. Vytváří také podmínky pro růst prstnatce bezového, ale nevhodným načasováním pastvy může docházet k poškození jeho rostlin.

### Abiotické faktory
Geologické podloží tvoří horniny krušnohorského krystalinika. V severní části se vyskytují prekambrické horniny s různým stupněm metamorfózy (břidlice, fylity, svory, pararuly), zatímco v jihovýchodní části údolí a na úbočích návrší v jihozápadní části jsou prekambrické až paleozoické svory a ruly. Na vrcholu kóty 598,1 metru na povrch vystupuje, v podobě dvacet metrů skalního útvaru, čočka eklogitů. Hornina je jemnozrnná, má nevýraznou foliaci a obsahuje zrna černého amfibolu.
Na svahovinách rul se vyvinul převládající půdní typ kambizem dystrická. V malé východní části vznikl na údolních svazích pod Louchovem podzol kambický. V geomorfologickém členění Česka leží lokalita v Krušných horách, konkrétně v podcelku Loučenská hornatina a převážně v okrsku Bolebořská vrchovina. Pouze nejsevernější část sevřená zatáčkou silnice náleží do okrsku Přísečnická hornatina.
V rámci Quittovy klasifikace podnebí se chráněné území nachází v mírně teplé oblasti MT4, pro kterou jsou typické průměrné teploty −2 až −3 °C v lednu a 16–17 °C v červenci. Roční úhrn srážek dosahuje 600–750 milimetrů. Celé území patří do povodí Ohře. Z většiny plochy odvádí vodu Podmileský potok, ale západní svah výšiny s kótou 598 metrů odvodňuje jeho bezejmenný přítok.

### Flóra a fauna

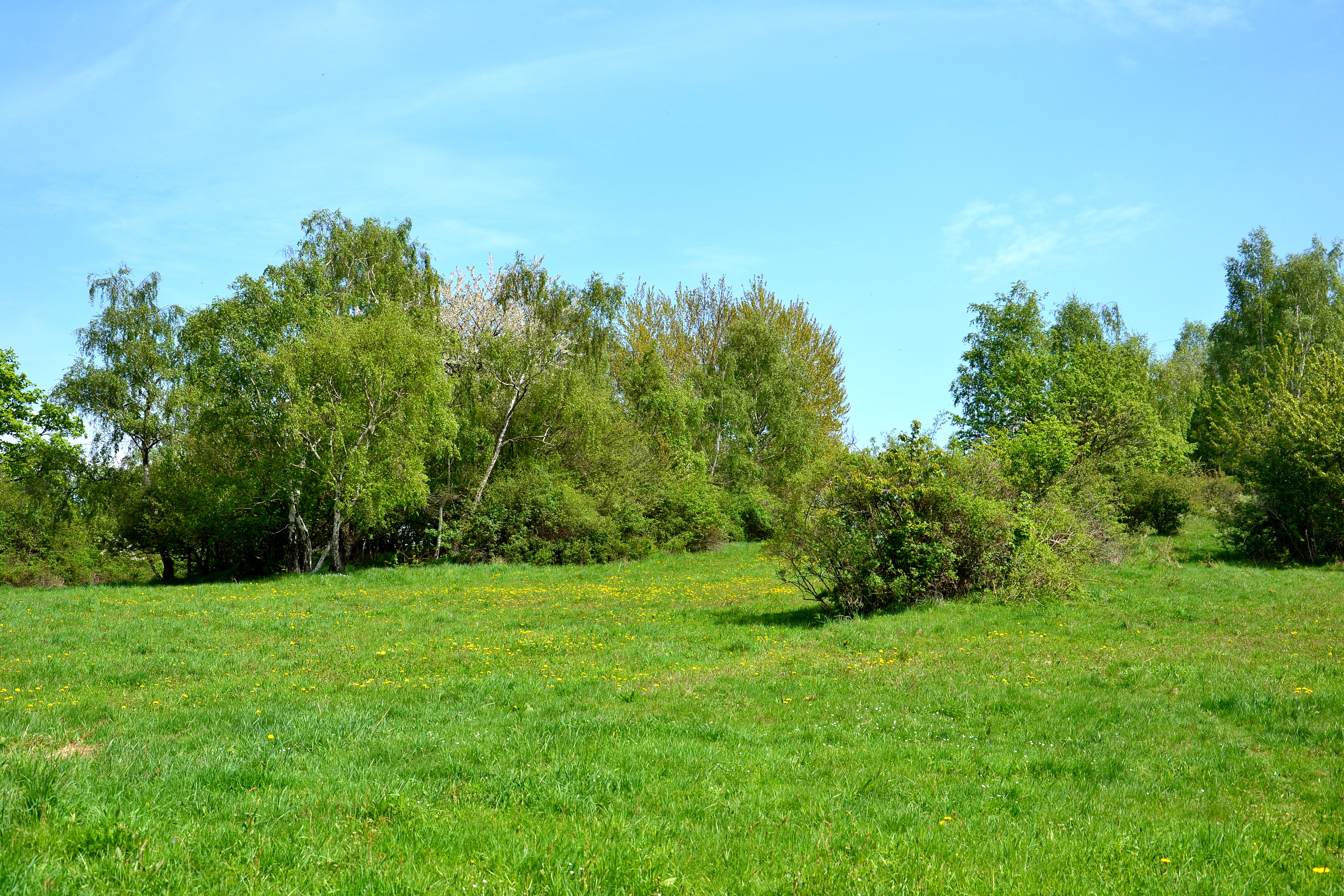
Pastviny v západní části území

Většinu přírodní památky pokrývají lužní lesy, v nichž převládá olše lepkavá (Alnus glutinosa), kterou v menší míře doplňuje jasan ztepilý (Fraxinus excelsior). Přibližně 1,2 hektaru tvoří biotop tužebníkových lad s dominantním tužebníkem jilmovým (Filipendula ulmaria) a kopřivou dvoudomou (Urtica dioica). Silná eutrofizace vede ke zvýšenému zarůstání kopřivou a na dlouhodobě nevyužívaných pozemcích se šíří dřeviny.
Ze zvláště chráněných druhů rostlin se na osluněných stanovištích bezejmenného návrší (kóta 598 metrů) roste populace prstnatce bezového (Dactylorhiza sambucina) a na jižním svahu téhož návrší údajně roste také neznámý počet exemplářů koniklece lučního českého (Pulsatilla pratensis subsp. bohemica).
Zvířena nebyla v chráněném území sledována, ale inventarizační průzkum je navržen jako jeden z podkladů pro zpracování plánu péče na období let 2022–2031.

## Přístup
Do přírodní památky nevede žádná turisticky značená trasa nebo cyklotrasa. Podél severního okraje chráněného území vede silnice III. třídy z Louchova do Domašína.